# اسکای ایرلند
اسکای ایرلند (انگلیسی: Sky Ireland)  یک زیر مجموعه از کامکست متعلق به بی‌اسکای‌بی است  و خدمات اینترنتی و تلفنی در ایرلند شمالی ارائه می‌کند.

## شبکه‌های اسکای ایرلند
شبکه‌های زیر تحت مالکیت اسکای ایرلند قرار داشته و آگهی‌های بازرگانی را پخش می‌کنند که به‌طور ویژه برای بازار ایرلند تهیه شده‌اند.
- اسکای یک
- اسکای دو
- اسکای آتلانتیک
- اسکای ویتنس
- اسکای نیوز
- پیک
- چلنج تی‌وی
- اسکای اسپورت ریسینگ (بخشی از آن متعلق به اسکای است)
- اسکای اسپورت